# نويشتات (هسن)
نوياشتات (هسن) (بالألمانية: Neustadt, Hesse) هي بلدة، مدينة و بلدة ألمانية تقع في ألمانيا في Marburg-Biedenkopf. يقدر عدد سكانها بـ 9,075 نسمة .